# Libertas Pallacanestro Livorno 1992-1993

## Stagione
Nella stagione 1992-1993, 
La Libertas Pallacanestro Livorno, sponsorizzata Baker Rum, arrivò nona in campionato, venendo immediatamente eliminata dai play-off. In Coppa Italia i livornesi si fermarono ai sedicesimi di finale.

## Roster
Rosa della squadra
|  | Naz.                   | Ruolo | Sportivo               |  |  |  |  |
|  | ---------------------- | ----- | ---------------------- |  |  |  |  |
|  | Italia (bandiera)      |       | Stefano Attruia        |  |  |  |  |
|  | Italia (bandiera)      |       | Lauro Bon              |  |  |  |  |
|  | Italia (bandiera)      |       | Leonardo Conti         |  |  |  |  |
|  | Italia (bandiera)      |       | Tullio De Piccoli      |  |  |  |  |
|  | Italia (bandiera)      |       | Vittorio Gallinari     |  |  |  |  |
|  | Italia (bandiera)      |       | Luigi Mentasti         |  |  |  |  |
|  | Italia (bandiera)      |       | Francesco Orsini       |  |  |  |  |
|  | Stati Uniti (bandiera) |       | Michael Ray Richardson |  |  |  |  |
|  | Italia (bandiera)      |       | Massimo Sbaragli       |  |  |  |  |
|  | Croazia (bandiera)     |       | Žan Tabak              |  |  |  |  |